# 덕녕궁주
덕녕궁주(德寧宮主, ? ~ 1192년 음력 8월 13일)는 고려의 왕족이다. 인종과 공예왕후의 차녀이다. 덕녕공주(德寧公主)라고도 한다.

## 생애
고려의 제17대 왕 인종과 공예왕후의 차녀로, 생년은 명확하지 않다. 성은 왕, 본관은 개성이다. 의종과 명종, 신종 등의 친남매이며, 희종과 강종 등의 고모이다.
의종 즉위 후인 1148년(의종 2년) 음력 11월 6일 언니 승경궁주와 함께 궁주로 책봉되어 덕녕궁주(德寧宮主)의 작호를 받았다. 이후 그녀는 숙종의 손자이자 대원공 왕효의 아들 강양공 왕감과 혼인하였다. 덕녕궁주와 왕감의 혼인은 5촌 숙질간에 이루어진 근친혼이다.
덕녕궁주는 생김새가 매우 아름답고 고왔으며 행동거지가 단아하였을 뿐 아니라, 담소를 잘 했다고 한다. 이때문에 의종은 친남매인 덕녕궁주를 밤낮으로 궁으로 불러들여 함께 지냈으며, 궁주와 함께 취할 때까지 술을 마시고 노래를 했다고 한다. 결국 이때문에 궁 밖에까지 추문이 돌았는데, 당시 좌정언이던 문극겸이 이 사실을 의종에게 상소하자 의종은 크게 화를 내며 문극겸이 올린 상소문을 불사르고 그를 황주의 판관으로 좌천시켰다.
이후 덕녕궁주는 1192년(명종 22년) 음력 8월 13일 사망하였다.

## 가족 관계
덕녕궁주는 강양공 왕감과 혼인하여 딸 하나를 낳았다. 강양공은 1141년(인종 19년) 음력 8월 10일 검교사공에 올랐으며, 1168년(의종 22년) 음력 2월 14일 강양후로, 이후 강양공으로 진봉되었다.
한편 강양공과 덕녕궁주의 딸은 1168년(의종 22년) 음력 1월 26일 의종의 아들이자 덕녕궁주의 조카인 효령태자에게 시집가 태자비에 책봉되었다. 그러나 1170년(의종 24년) 의종이 폐위되고 효령태자도 진도현으로 유배를 가면서, 강양공의 딸은 왕비의 자리에 오르지 못하였다.
- 아버지 : 제17대 인종(仁宗, 1109~1146, 재위:1122~1146)
- 어머니 : 인종의 제3비 공예왕후(恭睿王后, 1109~1183)
  - 남매(사돈) : 제18대 의종(毅宗, 1127~1173, 재위:1147~1170)
    - 조카(사위) : 효령태자(孝靈太子, 생몰년 미상)

  - 남매 : 대령후 왕경(大寧侯 王暻, 1130~?)
  - 남매 : 제19대 명종(明宗, 1131~1202, 재위:1170~1197)
    - 조카 : 제22대 강종(康宗, 1152~1213, 재위:1211~1213)

  - 남매 : 원경국사 왕충희(元敬國師 王冲曦, ?~1183)
  - 남매 : 제20대 신종(神宗, 1144~1204, 재위:1197~1204)
    - 조카 : 제21대 희종(熙宗, 1181~1237, 재위:1204~1211)

  - 언니 : 승경궁주(承慶宮主, 생몰년 미상)
  - 동생 : 창락궁주(昌樂宮主, ?~1216)
  - 동생 : 영화궁주(永和宮主, 1141~1208)
- 시아버지(종조부) : 대원공 왕효(大原公 王侾, ?~1170)
  - 남편 : 강양공 왕함(江陽公 王瑊, 생몰년 미상)
    - 딸 : 효령태자의 태자비